# Milaan-San Remo 2025
Milaan-San Remo vond plaats op zaterdag 22 maart 2025. Voor de mannen was het de 116e editie. Voor de vrouwen was het de achtste editie. 

## Mannen
De 116e editie van de wielerwedstrijd Milaan-San Remo werd gereden op 22 maart. De wedstrijd maakte deel uit van de UCI World Tour 2025. Er werd in Pavia gestart. 
De titelverdediger was de Belg Jasper Philipsen. 
De Sloveen Tadej Pogačar demarreerde op de Cipressa op 25 kilometer van de finish. Alleen de Nederlander Mathieu van der Poel en de Italiaan Filippo Ganna konden hem volgen. Op de Poggio, de laatste klim voor de finish, werd Ganna gelost, maar hij slaagde erin om na de afdaling terug te keren bij de voorste twee. Van der Poel won vervolgens de sprint met drie op de Via Roma.

### Deelnemende ploegen
Vijfentwintig ploegen gingen van start met in totaal 175 renners. Naast de achttien UCI Worldteams deden zeven UCI Proteams mee aan de wedstrijd. Zij werden op vrijdagmiddag aan het publiek voorgesteld en gingen op zaterdag om 10:00 uur van start in Pavia.

### Uitslag
| Plaats  | Naam                 | Ploeg                   | Tijd     |
| ------- | -------------------- | ----------------------- | -------- |
| Winnaar | Mathieu van der Poel | Alpecin-Deceuninck      | 6u22'53" |
| 2       | Filippo Ganna        | INEOS Grenadiers        | z.t.     |
| 3       | Tadej Pogačar        | UAE Team Emirates       | z.t.     |
| 4       | Michael Matthews     | Team Jayco AlUla        | + 43"    |
| 5       | Kaden Groves         | Alpecin-Deceuninck      | z.t.     |
| 6       | Magnus Cort          | Uno-X Mobility          | z.t.     |
| 7       | Mads Pedersen        | Lidl-Trek               | z.t.     |
| 8       | Olav Kooij           | Visma \| Lease a Bike   | z.t.     |
| 9       | Matteo Trentin       | Tudor Pro Cycling Team  | z.t.     |
| 10      | Fred Wright          | Bahrain Victorious      | z.t.     |
| 11      | Mike Teunissen       | XDS Astana Team         | z.t.     |
| 12      | Corbin Strong        | Israel-Premier Tech     | z.t.     |
| 13      | Isaac del Toro       | UAE Team Emirates       | z.t.     |
| 14      | Biniam Girmay        | Intermarché-Wanty       | z.t.     |
| 15      | Alex Aranburu        | Cofidis                 | z.t.     |
| 16      | Ben Tulett           | Visma \| Lease a Bike   | z.t.     |
| 17      | Mikkel Honoré        | EF Education-EasyPost   | z.t.     |
| 18      | Edoardo Zambanini    | Bahrain Victorious      | z.t.     |
| 19      | Maxim Van Gils       | Red Bull-BORA-hansgrohe | z.t.     |
| 20      | Jon Barrenetxea      | Movistar Team           | z.t.     |

## Vrouwen
De achtste editie van de wielerwedstrijd Milaan-San Remo voor vrouwen werd gereden op 22 maart. Voor het eerst sinds 2005 werd de wedstrijd weer georganiseerd. De wedstrijd maakte deel uit van de UCI Women's World Tour 2025. Er werd in Genua gestart. 
De Nederlandse Lorena Wiebes won in een sprint met twaalf rensters van haar landgenote Marianne Vos.

### Uitslag
| Plaats  | Naam                   | Ploeg                    | Tijd     |
| ------- | ---------------------- | ------------------------ | -------- |
| Winnaar | Lorena Wiebes          | Team SD Worx-Protime     | 3u43'32" |
| 2       | Marianne Vos           | Visma \| Lease a Bike    | z.t.     |
| 3       | Noemi Rüegg            | EF Education-Oatly       | z.t.     |
| 4       | Demi Vollering         | FDJ-SUEZ                 | z.t.     |
| 5       | Kimberley Le Court     | AG Insurance-Soudal      | z.t.     |
| 6       | Chloé Dygert           | CANYON//SRAM zondacrypto | z.t      |
| 7       | Elisa Balsamo          | Lidl-Trek                | z.t.     |
| 8       | Juliette Labous        | FDJ-SUEZ                 | z.t.     |
| 9       | Lotte Kopecky          | Team SD Worx-Protime     | z.t.     |
| 10      | Puck Pieterse          | Fenix-Deceuninck         | z.t.     |
| 11      | Elisa Longo Borghini   | UAE Team ADQ             | z.t.     |
| 12      | Pauline Ferrand-Prévot | Visma \| Lease a Bike    | z.t.     |
| 13      | Marta Cavalli          | Picnic PostNL            | + 7"     |
| 14      | Liane Lippert          | Movistar                 | + 28"    |
| 15      | Katarzyna Niewiadoma   | CANYON//SRAM zondacrypto | z.t.     |
| 16      | Pfeiffer Georgi        | Picnic PostNL            | + 55"    |
| 17      | Dominika Włodarczyk    | UAE Team Emirates        | z.t.     |
| 18      | Cat Ferguson           | Movistar                 | z.t.     |
| 19      | Margot Vanpachtenbeke  | VolkerWessels            | z.t.     |
| 20      | Magdeleine Vallieres   | EF Education-Oatly       | z.t.     |

1907 · 1908 · 1909 · 1910 · 1911 · 1912 · 1913 · 1914 · 1915 · 1916 · 1917 · 1918 · 1919 · 1920 · 1921 · 1922 · 1923 · 1924 · 1925 · 1926 · 1927 · 1928 · 1929 · 1930 · 1931 · 1932 · 1933 · 1934 · 1935 · 1936 · 1937 · 1938 · 1939 · 1940 · 1941 · 1942 · 1943 · 1944 · 1945 · 1946 · 1947 · 1948 · 1949 · 1950 · 1951 · 1952 · 1953 · 1954 · 1955 · 1956 · 1957 · 1958 · 1959 · 1960 · 1961 · 1962 · 1963 · 1964 · 1965 · 1966 · 1967 · 1968 · 1969 · 1970 · 1971 · 1972 · 1973 · 1974 · 1975 · 1976 · 1977 · 1978 · 1979 · 1980 · 1981 · 1982 · 1983 · 1984 · 1985 · 1986 · 1987 · 1988 · 1989 · 1990 · 1991 · 1992 · 1993 · 1994 · 1995 · 1996 · 1997 · 1998 · 1999 · 2000 · 2001 · 2002 · 2003 · 2004 · 2005 · 2006 · 2007 · 2008 · 2009 · 2010 · 2011 · 2012 · 2013 · 2014 · 2015 · 2016 · 2017 · 2018 · 2019 · 2020 · 2021 · 2022 · 2023 · 2024 · 2025
Lijst van beklimmingen
Tour Down Under ·
Great Ocean Road Race ·
Ronde van de Verenigde Arabische Emiraten ·
Omloop Het Nieuwsblad ·
Strade Bianche ·
Parijs-Nice · 
Tirreno-Adriatico · 
Milaan-San Remo ·
Ronde van Catalonië ·
Classic Brugge-De Panne ·
E3 Saxo Classic ·
Gent-Wevelgem ·
Dwars door Vlaanderen ·
Ronde van Vlaanderen ·
Ronde van het Baskenland ·
Parijs-Roubaix ·
Amstel Gold Race ·
Waalse Pijl ·
Luik-Bastenaken-Luik ·
Ronde van Romandië ·
Eschborn-Frankfurt ·
Ronde van Italië ·
Critérium du Dauphiné ·
Ronde van Zwitserland ·
Copenhagen Sprint · 
Ronde van Frankrijk ·
Clásica San Sebastián ·
Ronde van Polen ·
BEMER Cyclassics ·
Renewi Tour ·
Ronde van Spanje ·
Bretagne Classic ·
GP van Quebec ·
GP van Montreal ·
Ronde van Lombardije ·
Ronde van Guangxi
Tour Down Under ·
Cadel Evans Great Ocean Road Race ·
Ronde van de Verenigde Arabische Emiraten ·
Omloop Het Nieuwsblad ·
Strade Bianche ·
Trofeo Alfredo Binda-Comune di Cittiglio ·
Milaan-San Remo ·
Brugge-De Panne ·
Gent-Wevelgem ·
Ronde van Vlaanderen ·
Parijs-Roubaix ·
Amstel Gold Race ·
Waalse Pijl ·
Luik-Bastenaken-Luik ·
Ronde van Spanje ·
Ronde van het Baskenland ·
Ronde van Burgos ·
Ronde van Groot-Brittannië ·
Ronde van Zwitserland ·
Copenhagen Sprint · 
Ronde van Italië ·
Ronde van Frankrijk ·
Ronde van Romandië ·
Ronde van Scandinavië ·
GP de Plouay-Bretagne ·
Simac Ladies Tour ·
Ronde van Chongming ·
Ronde van Guangxi